# Scolecenchelys australis
Scolecenchelys australis är en fiskart som först beskrevs av Macleay, 1881.  Scolecenchelys australis ingår i släktet Scolecenchelys och familjen Ophichthidae. Inga underarter finns listade i Catalogue of Life.